# Distretto di Minsk (Bielorussia)
Il distretto di Minsk (in bielorusso Мінскі раён?, Minski raën; in russo Минский район?, Minskij rajon) è un distretto (raën) della Bielorussia appartenente alla regione di Minsk. Il capoluogo, pur non appartenendo al distretto, è Minsk, mentre il centro maggiore è Zaslavl'.

## Storia
La costituzione del distretto risale al 29 giugno 1934.

## Geografia fisica
Il distretto si trova al centro sia della regione che della Bielorussia ed è attraversato dal fiume Svislač, e l'area abitata attorno a Minsk forma una piccola conurbazione. Da nord a sud, procedendo in senso orario, confina con i distretti di Vilejka, Lahojsk, Smaljavičy, Čėrven', Puchavičy, Dzjaržynsk, Valožyn e Maladzečna.

## Amministrazione
Il distretto si divide in 20 consigli locali (Sel'sovet), i quali si suddividono in un totale di 35 comuni; 36 contando Minsk.

### Consigli
- Borovjjaskij
- Cijanskij
- Goranskij
- Hatežinskij
- Juzufovskij
- Kolodišanskij
- Krupickij
- Lošanskij
- Lugovoslobodskij
- Mihanovičskij
- Novodvorskij
- Ostrošicko-Gorodokskij
- Papernenskij
- Petriškovskij
- Rogovskoj
- Samohvalovičskij
- Senickij
- Shomyslickij
- Zaslavskij
- Ždanovičskij

### Comuni
- Minsk (extradistrettuale)
- Borzdyn' Molojo
- Buceviči
- Cna
- Čučany
- Gorodziško
- Gotovo
- Ignatiči
- Karališoviči
- Kosin'
- Mačulishi
- Novoe Pole

- Novyj Dvor Bolodkovičov
- Novyj Dvor Bungenov
- Občok
- Onopol
- Ostrošicki
- Ostrošicki Gorodok
- Papernja
- Pjacovščina
- Potomka
- Pryluki
- Rovbiči
- Rusinoviči

- Solomoreččo
- Sëmkov
- Sëmkov Gorodok
- Senica
- Somohvoloviči
- Stajki
- Staroe Selo
- Stročico
- Torosov
- Vëvkabiči
- Zamastoččo
- Zaslavl'